# Жан Екарді
Жан Екарді (фр. Jean Aicardi; нар. 8 листопада 1926, Рамбує – пом. 3 серпня 2015, Париж –  французький медик, який 1965 року описав синдром Екарді, а 1984 року – синдром Екарді-Гутьєр.

## Біографія
Син військово-морського офіцера та сьома дитина в сім'ї з дев'яти дітей. Жан Екарді вивчав класичну літературу у Версальському ліцеї Ош. 1945 року поступив до Паризького медичного факультету. 1951 року одержав посаду інтерна у «Лікарнях Парижа» (Hôpitaux de Paris), де працював під опікою професора Дебре в «Лікарні хворих дітей» (Hôpital des Enfants Malades) та Гарсена в лікарні Сальпетрієр. 1955 року захистив докторську дисертацію на медичному факультеті Паризького університету. Дисертація була присвячена темі судом у перший рік життя.
З 1955 до 1956 року Екарді провів у США, де працював у Бостонській дитячій лікарні та Гарвардській медичній школі. Повернувшись до Франції у «Лікарню хворих дітей», він був призначений 1957 року керівником клініки, а 1961 року лікарем-асистентом «Лікарень Парижа». 1958 року він одружився з Жанною Кутюр'є. Дітей у подружжя не було.
До 1964 року працював медичним аташе на службі у Февра, потім був співробітником професора Стефана Тіффрі в лікарні Сент-Венсен де Поль до його від'їзду в 1979 р., у цій лікарні Екарді розвивав нейропедіатрію.
Як фахівець з епілепсії, він публікує численні статті французькою, англійською чи іспанською мовами. У 1979 році Екарді повернувся в «Лікарні хворих дітей», щоб заснувати там відділення дитячої неврології.
Згодом Екарді виїхав до Лондона, де був призначений почесним професором Інституту здоров'я дітей та почесним консультантом на Грейт-Ормонд-стріт. Потім повернувся до Парижа до лікарні Робера Дебре.
Екарді був членом Європейського товариства дитячої неврології та Міжнародної асоціації дитячої неврології, президентом якої він пізніше став.
Екарді написав декілька книг, визнаних у всьому світі: «Хвороби нервової системи в дитинстві» та «Епілепсія у дітей». Він був редактором та засновником журналу «Епілептичні розлади» (1994—2004). Його праця клініциста та дослідника була визнана на міжнародному рівні та вшанована численними почесними відзнаками.

## Нагороди
- Кавалер ордена Почесного легіону (2009)[10]
- Медаль Корнелії де Ланге Нідерландського товариства дитячої неврології (1985)
- Премія Гоуера Американського товариства дитячої неврології (1986)
- Нагорода за дослідження епілепсії Американського товариства вивчення епілепсії (1995)